# Beth Hesmondhalgh
Elizabeth Ellen „Beth“ Hesmondhalgh (* 19. Jahrhundert; † 20. Jahrhundert) war eine britische Textilarbeiterin und Suffragette.

## Leben
Über Hesmondhalghs Leben ist außerhalb des Zeitraums von 1907 bis 1914, der Zeit ihrer Aktivität als Suffragette, wenig bekannt. Sie wurde Baumwollspinnerin in Lancashire und heiratete einen Bahnwärter.
Hesmondhalgh wurde für die Independent Labour Party in Preston rekrutiert. 1907 schloss sich Hesmondhalgh auf Werbung von Edith Rigby, die sie in der Independent Labour Party kennengelernt hatte und die in den örtlichen Textilmühlen arbeitende Frauen rekrutierte, der Frauenwahlrechtsbewegung an. Rigby stufte sie als „vielversprechendes Material“ für die militante Women’s Social and Political Union (WSPU) ein, aber um Hesmondhalgh zu überzeugen, musste ihr Ehemann überredet werden, der einen Einsatz trotz des Risikos der Verhaftung und des Einkommensverlusts aber unterstützte, und dann musste Annie Kenney, eine der Anführerinnen des WSPU, die selbst der Arbeiterklasse entstammte, geschickt werden, damit sie sich der militanten Gruppe anschloss. Hesmondhalgh kommentierte Berichten zufolge ihre Einbindung in die WSPU mit den Worten: „I joined half against my will and the next thing I knew I was asked to face imprisonment.“ Sie sagte auch, dass Rigby, wenn sie Freiwillige für „unangenehme oder gefährliche Aktionen“ suchte, das Gefühl vermitteln konnte, dass sie einem einen Gefallen tat. Die Treffen der Prestoner WSPU-Gruppe fanden zunächst in Rigbys Haus am Winkley Square statt und wurden von Grace Alderman geleitet.
Am 13. Februar 1907 nahm Hesmondhalgh zusammen mit Rigby, Alderman und Rose Towler als Delegation aus Preston am zu den eigentlichen Parlamentssitzungen parallel veranstalteten Women's Parliament in der Caxton Hall teil. Die Frauen versuchten ins Unterhaus zu gelangen. Siebenundfünfzig Frauen wurden verhaftet und für einen Monat ins Holloway Prison inhaftiert, darunter Rigby. Ein weiterer Massenversuch, das Unterhaus zu betreten, wurde 1908 mit ähnlichem Ergebnis unternommen.
Im Jahr 1909 brachte Hesmondhalgh in Preston Plakate an, auf denen der Premierminister H. H. Asquith als „Mr. Double-Face“ bezeichnet wurde, doch der selbst hergestellte Kleber versagte, so dass sie und andere die Plakate um Kartoffeln wickelten, um sie zu werfen, und wieder wurde sie verhaftet und ins Gefängnis von Preston geschickt.
Aufgrund der sich ausbreitenden Militanz wurde Frauen der Zugang zu politischen Veranstaltungen verwehrt, und die Straßen um die Veranstaltungsorte wurden vorab geräumt. Dennoch versuchte eine große Menschenmenge, die auf 6.000 geschätzt wurde, am 3. Dezember 1909 zu einer Veranstaltung von Winston Churchill zu gelangen. Hesmondhalgh stand mit einer großen Gruppe vor dem Veranstaltungsort an den Absperrungen in der Fox Street und weigerte sich, den Standort zu verlassen, nachdem ihr der Zutritt verweigert worden war. Sie wurde von der Polizei unsanft von ihrem Platz geholt. Von Gegnern wurden protestierende Frauen mit Dung beworfen. Hesmondhalgh wurde wegen „Behinderung“ verhaftet und zusammen mit Rigby, Alderman und Margaret Hewitt zu sieben Tagen Gefängnis oder zur Zahlung einer Geldstrafe verurteilt. Bei ihrem Erscheinen vor Gericht entschied sie sich für das Gefängnis und sagte, dass sie als arbeitende Frau den Wert des Wahlrechts kenne. Sie und die anderen traten in den Hungerstreik und wurden zwangsernährt.
Ihre Unterschrift („E. E. Hesmondhalgh“) wurde auf das Banner der WSPU-Holloway-Gefangenen gestickt, als eine der 80 Frauen, die 1910 in der Haft in den Hungerstreik getreten waren. Es wurde von Ann Macbeth, einer Mitstreiterin im Hungerstreik und Künstlerin an der Glasgow School of Art, entworfen. Das Banner wurde erstmals auf der WSPU Scottish Exhibition and Bazaar in den St Andrew’s Halls in Glasgow ausgestellt. Es befindet sich heute im Archiv des Museum of London.
Am Ostermontag 1913 ging sie mit Rigby in die Free Trade Hall in Manchester, um eine Sitzung des Labour-Abgeordneten James Henry Thomas zu hören (und zu stören). Rigby bewarf den Redner mit Black pudding; Hesmondhalgh soll über die „Frische des Fleisches“ lachend kommentiert haben. Hesmondhalgh half Rigby dabei, am 5. Juli 1913 eine Rohrbombe am Liverpool Cotton Exchange Building zu platzieren, indem sie sie zuvor beim Bombenbauer abholte, aber sie traf allerdings einen Bekannten, der Detektiv war, und dem das Gewicht Koffer auffiel als er seine Hilfe anbot. Als Rigby später untergetaucht war, war Hesmondhalgh bis April 1914 als ehrenamtliche Sekretärin der Zweigstelle in Preston, und sie war erfolgreich beim Spendensammeln. Sie wurde mit einer ansehnlichen Summe zum nationalen WSPU-Treffen in der Royal Albert Hall geschickt, für deren Einwerbung sie eine „Selbstverleugnungswoche“ absolvierte.  Ihre Rolle in der Zweigstelle wurde von Eleanor Higginson übernommen.
Hesmondhalgh erhielt eine von Sylvia Pankhurst entworfene und von Emmeline Pankhurst unterzeichnete sogenannte illuminated address als Dank für ihre Verdienste um die Sache überreicht. Und sie erhielt wie andere von der WSPU bei einer Zeremonie in Manchester mit der sogenannten „Hungerstreikmedaille“ For Valour ausgezeichnet.
Hesmondhalgh wird als eine der im Zuge des Stillhalteabkommens zwischen WSPU und Regierung zu Beginn des Ersten Weltkriegs 1914 begnadigte Wahlrechtsgefangene aufgeführt.
Nach dem Krieg lebte sie mit Eleanor Higginson in Bognor, Sussex.
In einem Tanz-Projekt von Ludus Dance 2018 unter dem Namen Mill Girls & Militants über den Beitrag von Arbeiterinnen aus Burnley, Preston und Lancaster zur Wahlrechtsbewegung spielte Beth Hesmondhalgh eine Rolle.